# Voetbalkampioenschap van het Opper-Ertsgebergte 1924/25
In 1924/25 werd het tweede voetbalkampioenschap van het Opper-Ertsgebergte gespeeld, dat georganiseerd werd door de Midden-Duitse voetbalbond. VfB 1912 Geyer werd kampioen en plaatste zich zo voor de Midden-Duitse eindronde. De club verloor met 7:4 van Chemnitzer BC.

## Gauliga
| Plaats | Club                 | Wed. | W | G | V | Saldo | Ptn.  |
| ------ | -------------------- | ---- | - | - | - | ----- | ----- |
| 1.     | VfB 1912 Geyer       | 16   |   |   |   |       | 30:2  |
| 2.     | VfB 1909 Annaberg    | 16   |   |   |   |       | 25:7  |
| 3.     | DSC Weipert          | 16   |   |   |   |       | 21:11 |
| 4.     | BV 1908 Thum         | 16   |   |   |   |       | 16:16 |
| 5.     | BC Ehrenfriedersdorf | 16   |   |   |   |       | 13:19 |
| 6.     | BC Schlettau         | 16   |   |   |   |       | 12:20 |
| 7.     | SV 1911 Bärenstein   | 16   |   |   |   |       | 11:21 |
| 8.     | BC 1913 Jahnsbach    | 16   |   |   |   |       | 10:22 |
| 9.     | VfR Buchholz         | 16   |   |   |   |       | 6:26  |

|  | Kampioen, geplaatst voor Midden-Duitse eindronde |